# Carlos Schwabe
Carlos Schwabe (21. července 1866, Altona (Hamburk) – 22. ledna 1926, Seine-et-Marne, Francie), rodným jménem Émile Martin Charles Schwabe, byl švýcarský malíř symbolista a grafik.

## Životopis
Carlos Schwabe se narodil v Altoně v Holštýnsku do rodiny obchodníků. V roce 1870 se jeho rodina přestěhovala do Švýcarska a v roce 1888 získala švýcarské občanství. V letech 1882–1884 studoval na École des arts industriels, škole průmyslového a obchodního umění.
Po studiích umění v Ženevě se jako mladý muž přestěhoval do Paříže, kde pracoval jako designér tapet a seznámil se s umělci symbolisty jako byl Guillaume Lekeu, Vincent d'Indy a mnohými spisovateli. V roce 1892 byl jedním z malířů vystavujících na slavném Salonu pojmenovaném Salon de la Rose + Croix, organizovaném Joséphinem Péladanem v Galerii Durand-Ruel. Jeho plakát pro první Salon je důležitým symbolistickým dílem nového idealistického umění. Vystavoval na Société nationale des Beaux-Arts, na Salonu d'automne a byl zúčastnil se i pařížské Světové výstavy v roce 1900 kde získal zlatou medaili. V následujících letech se jeho práce objevila také v Mnichově, Curychu, Vídni a Bruselu. V roce 1902 Schwabe obdržel francouzský Řád čestné legie.

## Dílo

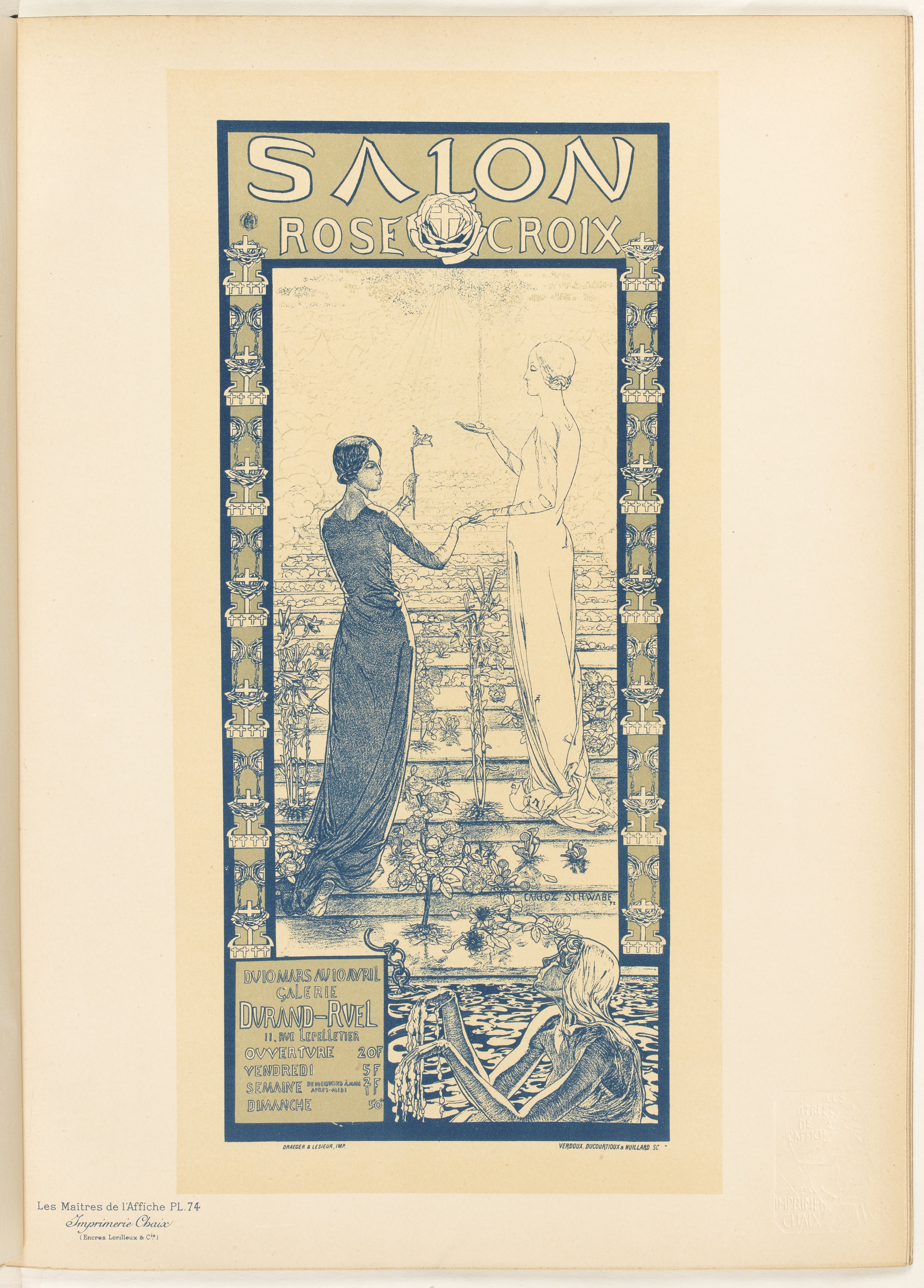
Plakát k výstavě Salon de la Rose + Croix, 1892

Schwabeho obrazy typicky obsahovaly mytologická a alegorická témata s velmi osobním a idealistickým pohledem a společenským zájmem. Odkazy na umělce Dürera a Mantegnu lze v jeho díle rozeznat.
V jeho práci jsou rozpoznávány dva odlišné styly. Před rokem 1900 byly Schwabeho obrazy individuálnější a experimentálnější, což naznačuje idealismus symbolistů; konvenční alegorické scény z přírody se staly výraznějšími v jeho pozdější práci. Důležité byly obrazy žen, které někdy představovaly smrt a utrpení, jindy tvořivost a vedení. Jeho první manželka byla jeho vzorem pro jeho anděly a panny a postavu smrti na obraze Smrt a hrobník (Death and the Gravedigger) z roku 1895. Smrt blízkého přítele v roce 1894, hudebníka Guillauma Lekeu, který zemřel když bylo Schwabemu 28 let, vyvolala jeho zájem o reprezentaci smrti a stvoření ideálního světa.
Schwabe je známý jako jeden z nejdůležitějších ilustrátorů symbolistů. Ilustroval román Růžové poupě/Sen (Le rêve) z roku 1892 od Émile Zoly, básně Charlese Baudelaira Květy zla (Les Fleurs du mal) z roku 1900), dílo Maurice Maeterlincka Pelléas a Melisanda z roku 1892 a Alberta Samaina Zahrada intfantky (Jardin de l'infante) z roku 1908. Ilustroval také texty Haraucourta, Mallarmého, Maurice Blondela, Mendèse, Lamennaise a dalších. Jeho důležité dílo La Vague(Vlna) s jeho přípravnými kresbami jsou svědectvím angažovanosti umělce během tzv. Dreyfusovy aféry.
Schwabe namaloval známý akvarel, který byl modelem litografického plakátu pro Salon de la Rose + Croix z roku 1892. Byla to první ze šesti výstav pořádaných Joséphinem Péladanem, které demonstrovaly rosekruciánské tendence francouzského symbolismu. Schwabeho plakát zobrazoval v odstínech modré iniciační rituál - tři ženy stoupající k duchovní spáse - a je příkladem rosekruciánského umění.
Nejvýznamnější Schwabeho díla patří pařížskému Musée d'Orsay, ženevskému Musée d'Art et d'Histoire, Museu Nacional de Belas Artes v Riu de Janeiro, Van Goghovu muzeu v Amsterdamu, královským muzeím výtvarného umění Belgie v Bruselu a mnoho jeho prací je v soukromých sbírkách.
Schwabe žil po zbytek svého života ve Francii a zemřel ve francouzském Avonu v departmentu Seine-et-Marne v roce 1926.

## Galerie

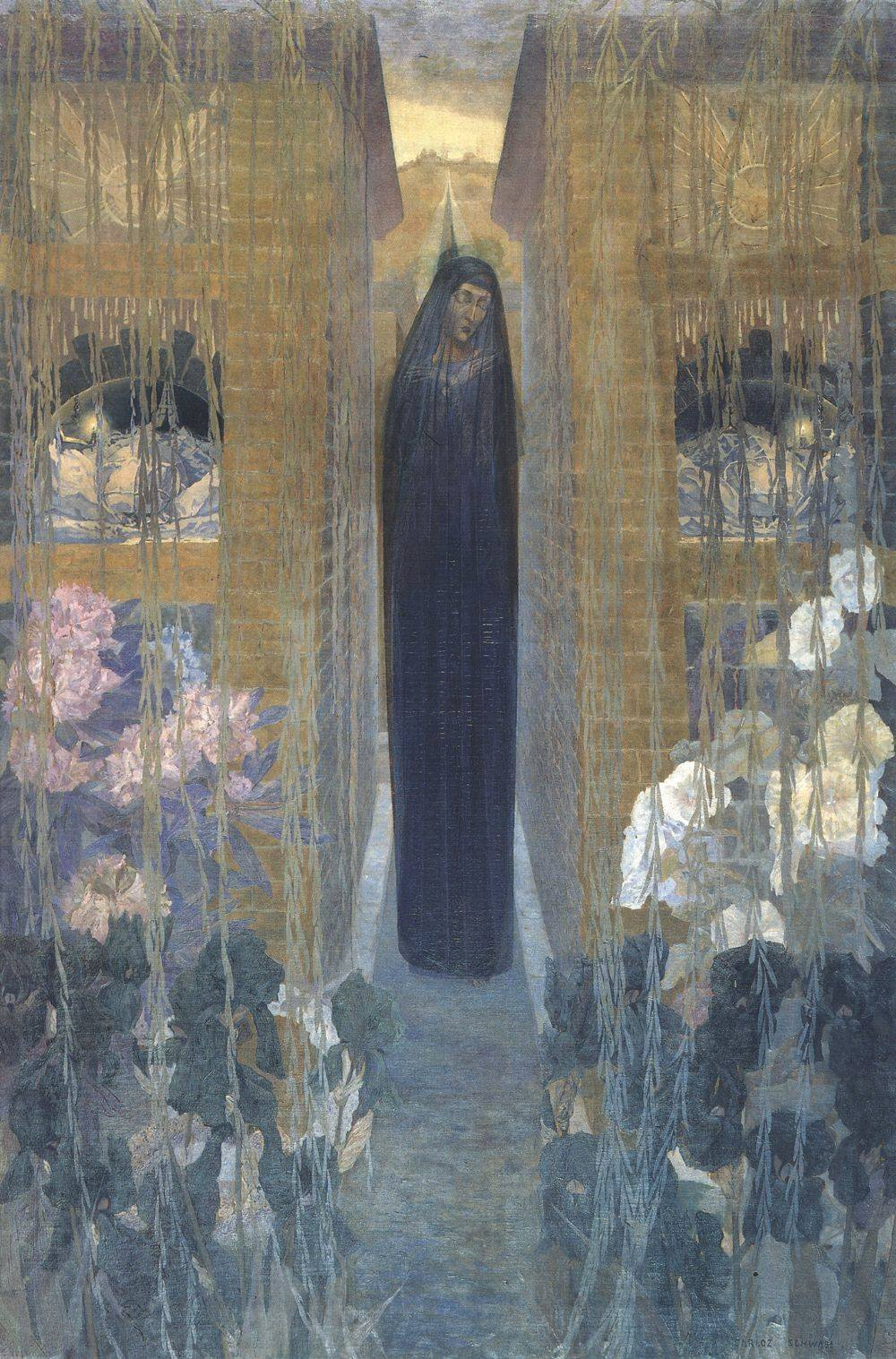
Bolest, 1893
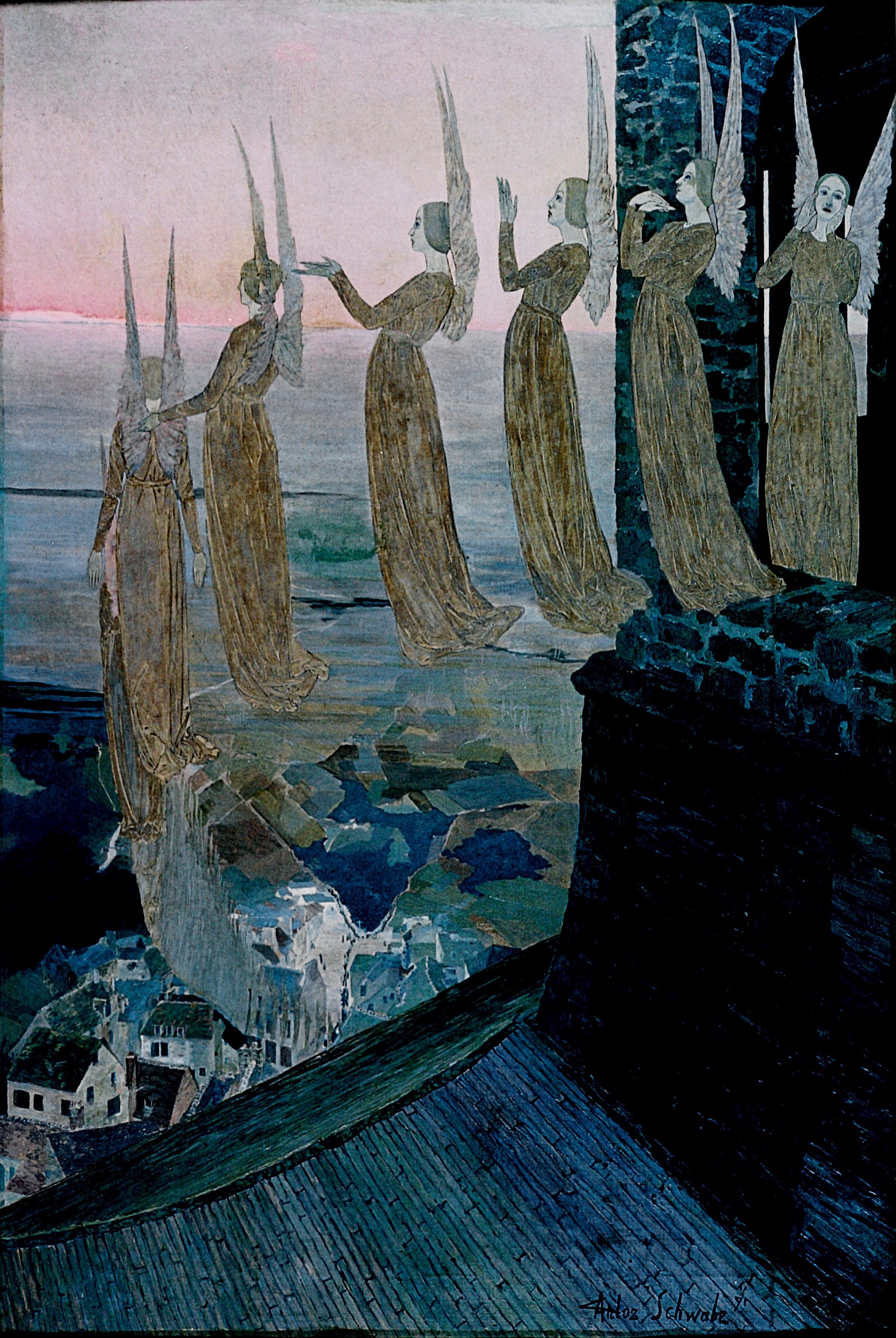
Večerní zvony, 1895
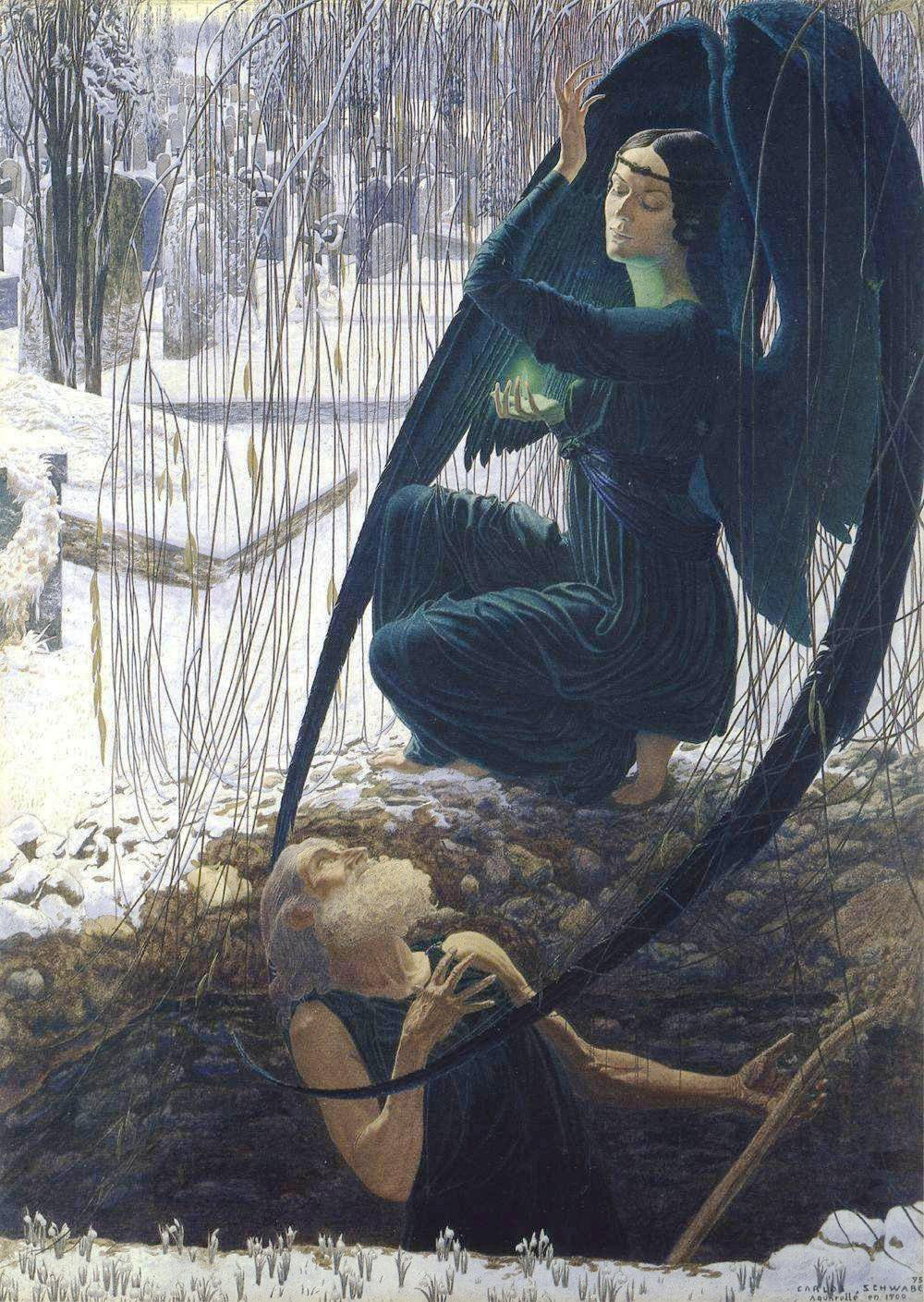
Smrt a hrobník, 1895
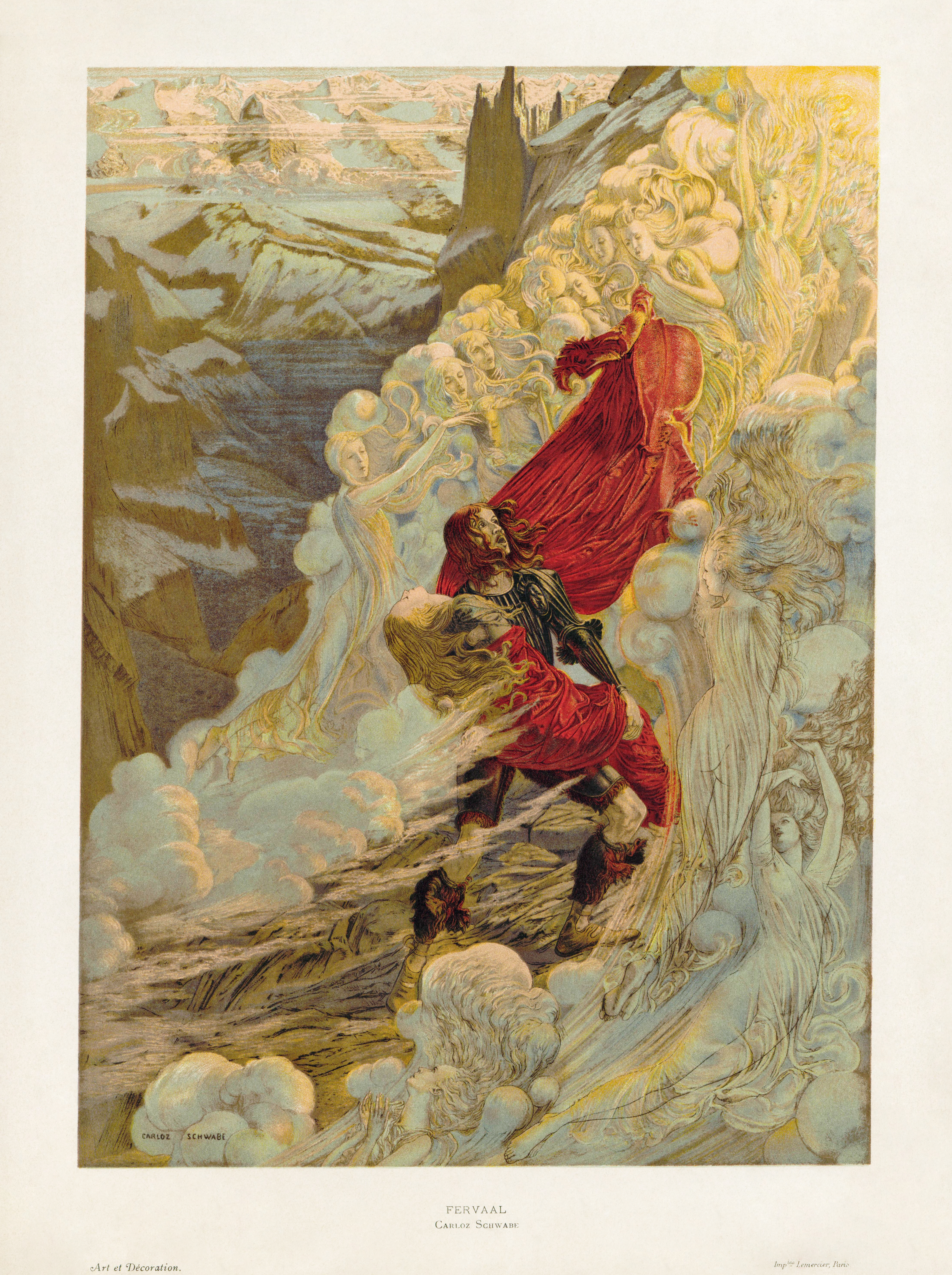
Ilustrace k premiéře opery Fervaal, Vincenta d'Indyho, 1898
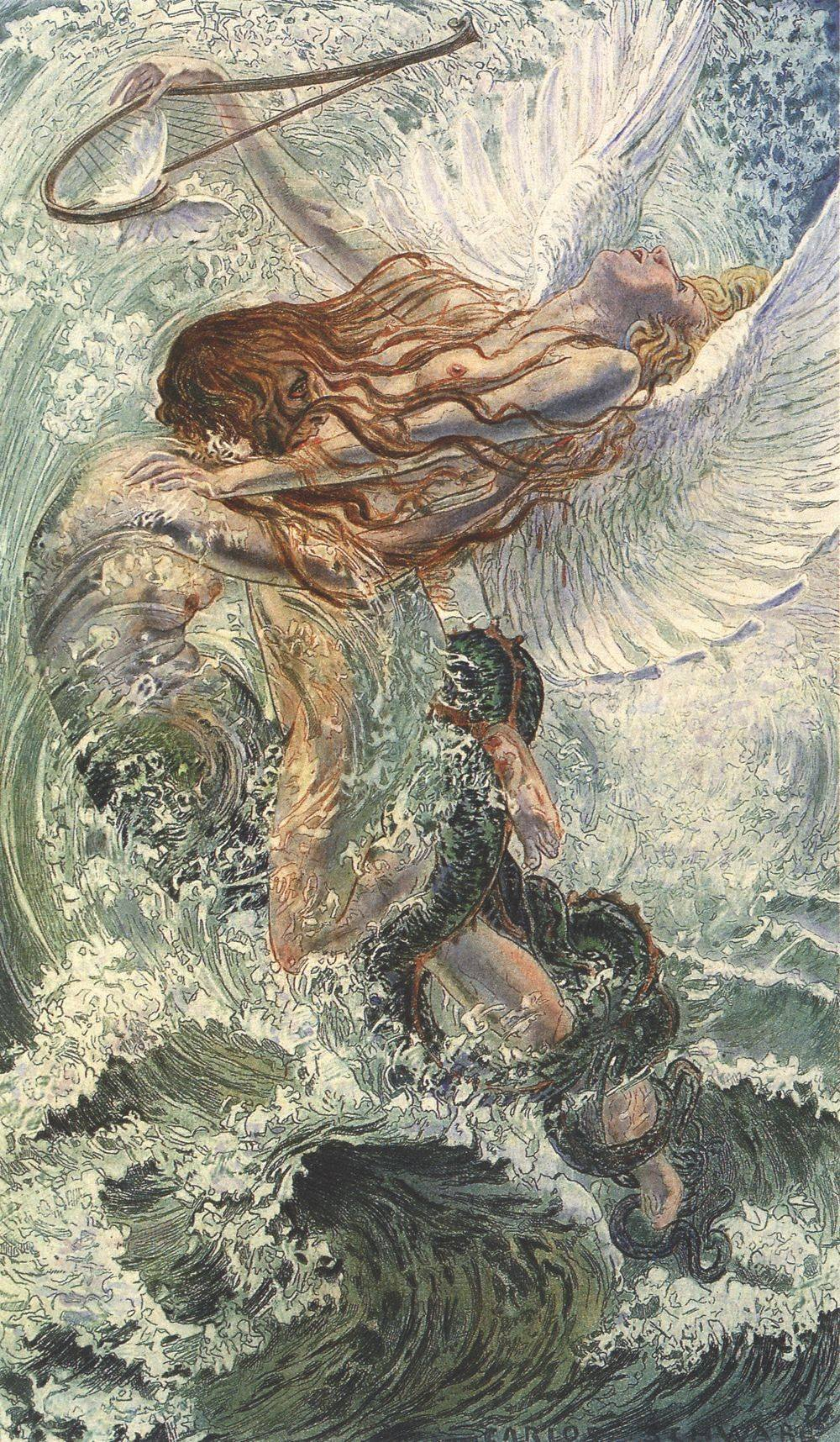
Květy zla, 1900
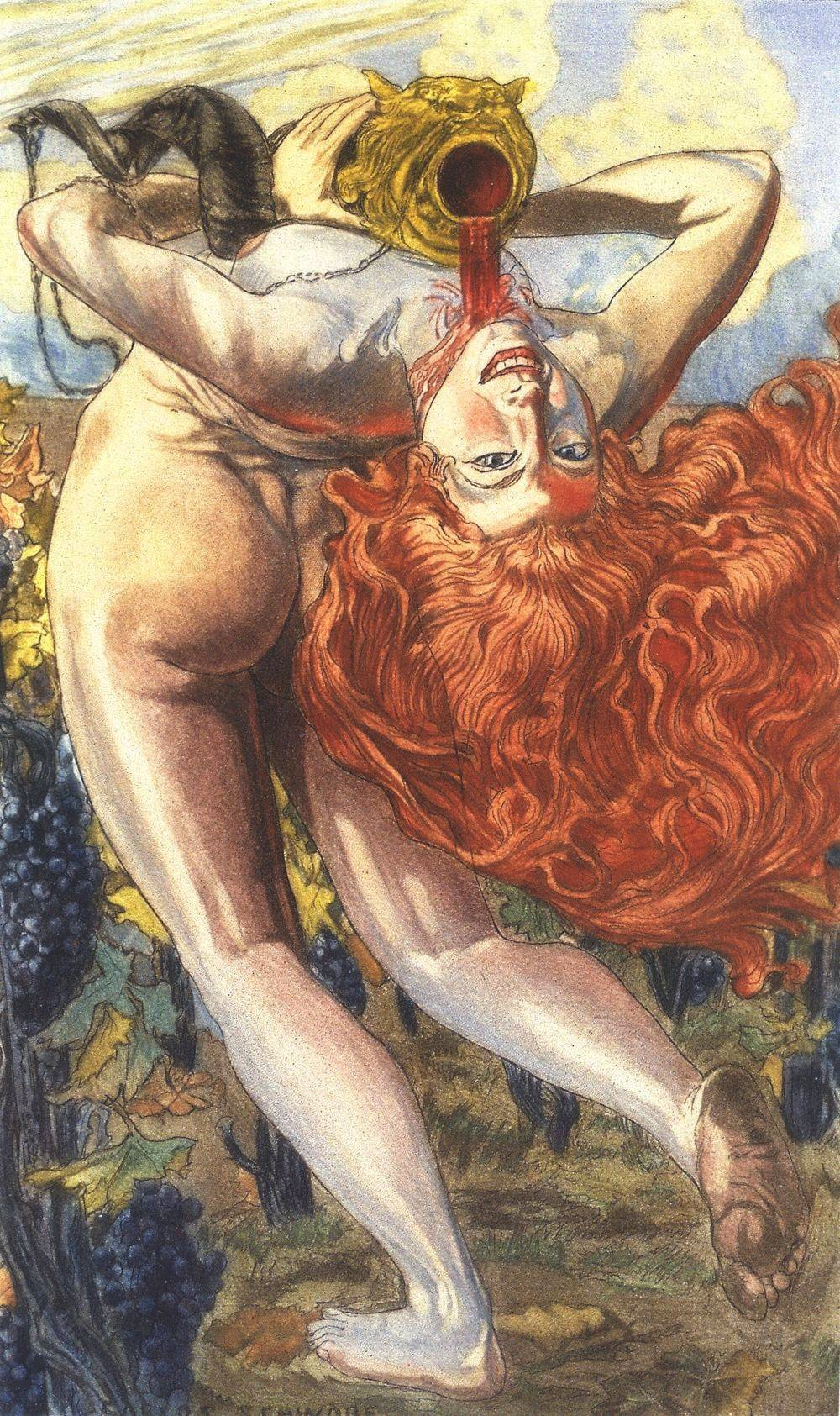
Duše vína, 1900
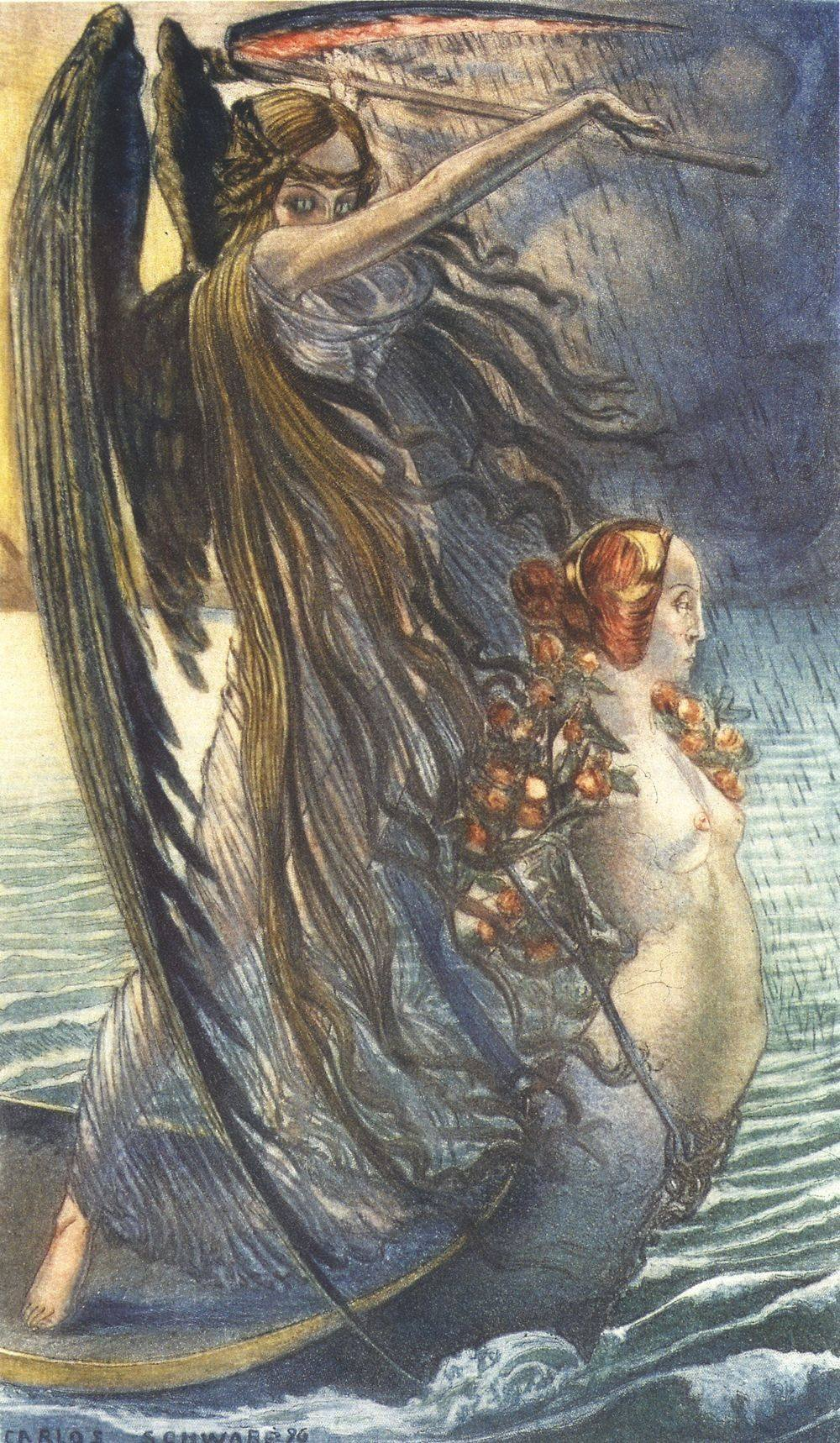
Barvy ďábla, 1900
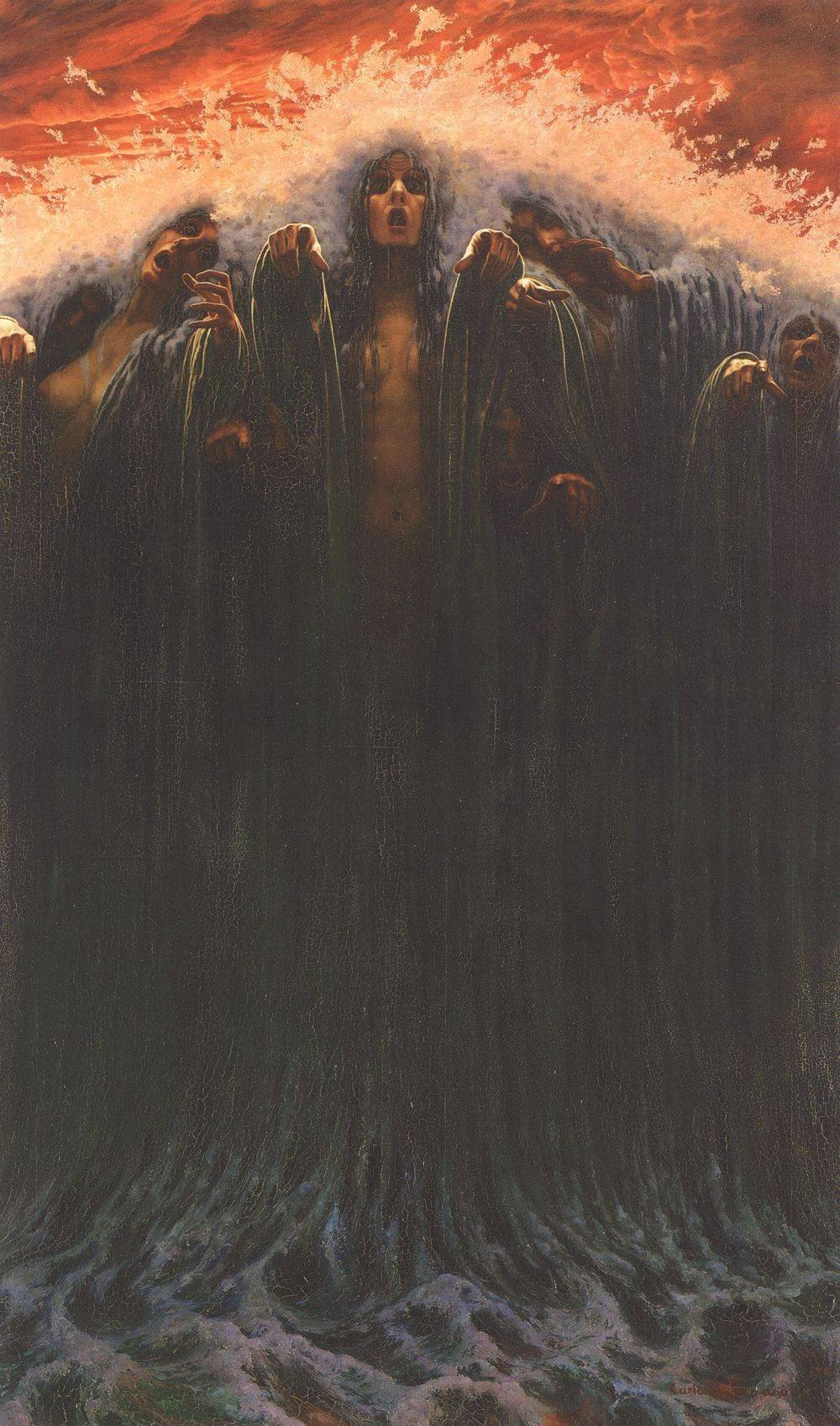
Vlna, 1906
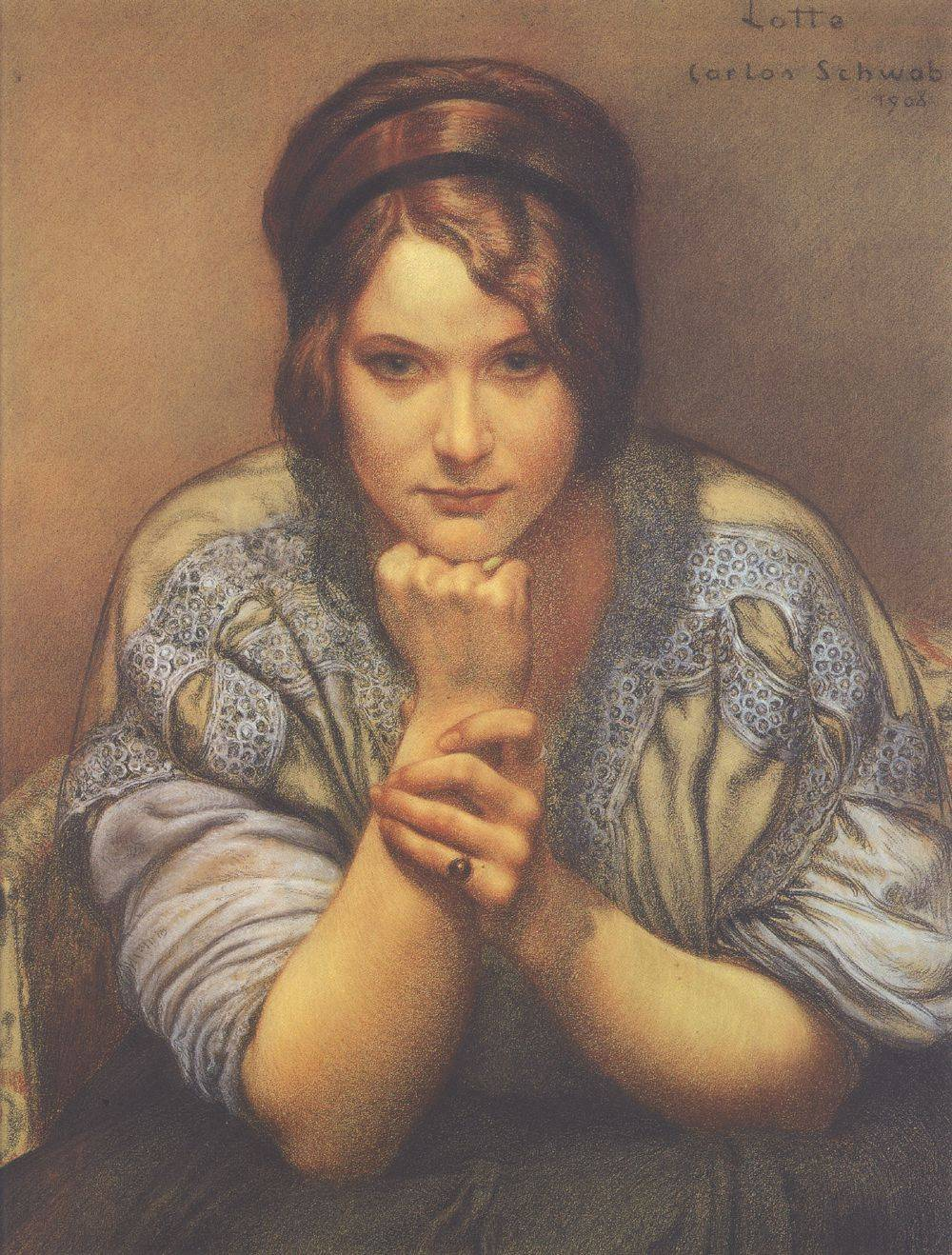
Lotte, umělcova dcera, 1908